# Martyna Galewicz
Martyna Galewicz (* 29. Januar 1989 in Zakopane) ist eine ehemalige polnische Skilangläuferin.

## Werdegang
Galewicz, die für den LKS Poroniec Poronin und den KS AZS-AWF Katowice startete, nahm von 2005 bis 2018 vorwiegend am Slavic-Cup teil. Dabei holte sie fünf Siege und belegte in der Saison 2012/13 und 2015/16 jeweils den dritten Platz in der Gesamtwertung. Ihre besten Resultate bei den Nordischen Junioren-Skiweltmeisterschaften 2008 in Mals waren der 23. Platz über 5 km klassisch und der 16. Platz mit der Staffel. Zu Beginn der Saison 2008/09 debütierte sie in Gällivare im Skilanglauf-Weltcup und kam dabei auf den 80. Platz über 10 km Freistil. Im Februar 2009 errang sie bei den Nordischen Junioren-Skiweltmeisterschaften 2009 in Praz de Lys Sommand den 38. Platz im Skiathlon und den 18. Platz über 5 km Freistil und bei den nordischen Skiweltmeisterschaften 2009 in Liberec den 59. Rang über 10 km klassisch. Im folgenden Jahr gelang ihr bei den U23-Weltmeisterschaften 2010 in Hinterzarten der 43. Platz über 10 km klassisch und der 22. Platz im Skiathlon. Zu Beginn der Saison 2010/11 erreichte sie bei der Nordic Opening in Kuusamo den 63. Platz. Bei den U23-Weltmeisterschaften 2011 in Otepää belegte sie den 22. Platz über 10 km Freistil und den 21. Rang im Skiathlon. Im März 2013 siegte sie bei den polnischen Meisterschaften zusammen mit Paulina Maciuszek im Teamsprint. Im Januar 2015 kam sie bei der Winter-Universiade 2015 in Štrbské Pleso auf den 33. Platz im 15-km-Massenstartrennen, auf den 30. Rang über 5 km klassisch und auf den vierten Platz mit der Staffel. Ihr bestes Ergebnis bei der Winter-Universiade 2017 in Almaty war der sechste Platz über 5 km klassisch. Bei den nordischen Skiweltmeisterschaften 2017 in Lahti belegte sie den 53. Platz über 10 km klassisch, den 45. Rang im Skiathlon und den achten Platz mit der Staffel. Im folgenden Jahr lief sie bei den Olympischen Winterspielen in Pyeongchang auf den 64. Platz über 10 km Freistil, auf den 41. Rang im Skiathlon und auf den zehnten Platz mit der Staffel. In den Jahren 2017 und 2018 wurde sie jeweils polnische Meisterin mit der Staffel von KS AZS-AWF Katowice.

## Siege bei Continental-Cup-Rennen
| Nr. | Datum            | Ort           | Disziplin       | Serie      |
| --- | ---------------- | ------------- | --------------- | ---------- |
| 1.  | 14. Februar 2010 | Nové Město    | 10 km Skiathlon | Slavic Cup |
| 2.  | 22. Januar 2012  | Štrbské Pleso | 10 km klassisch | Slavic Cup |
| 3.  | 17. Februar 2013 | Štrbské Pleso | 5 km klassisch  | Slavic Cup |
| 4.  | 22. Februar 2015 | Zakopane      | 10 km Freistil  | Slavic Cup |
| 5.  | 10. Januar 2016  | Štrbské Pleso | 10 km Freistil  | Slavic Cup |